# Операция Coldfeet
Операция Coldfeet (англ. cold feet — дословно холодные ноги, также (разг.): робость, мандраж) — секретная операция ЦРУ времен Холодной войны (1962) по извлечению разведданных с заброшенной советской дрейфующей станции в Арктике. В ходе операции была впервые успешно применена на практике система «небесный крюк» (Skyhook).

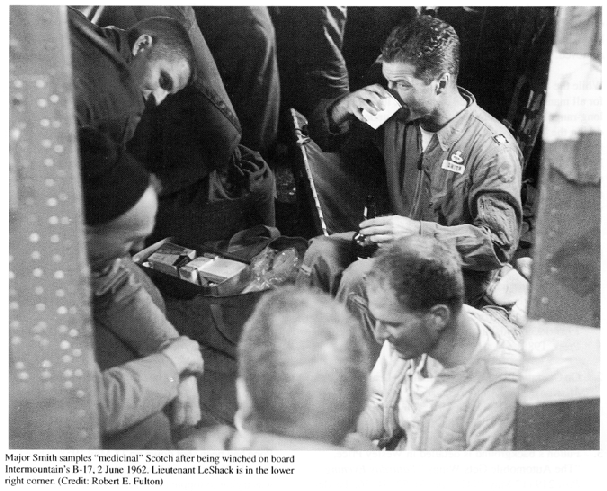
Участники операции после успешного подъёма экспертов на борт Б-17: майор Смит (с кружкой) принимает порцию «лечебного виски»; справа внизу (в профиль) — лейтенант Ле-Шэк.

## Идея
Замысел операции возник в мае 1961 года, когда самолёт аэромагнитной съемки ВМС США обнаружил в Арктике заброшенную советскую дрейфующую станцию. Несколько дней спустя СССР заявил, что станция СП-9 была эвакуирована из-за разрушения ледовой ВПП, использовавшейся для снабжения станции по воздуху, и возникновения угрозы разрушения самой станции из-за ледового дрейфа.

## Подготовка

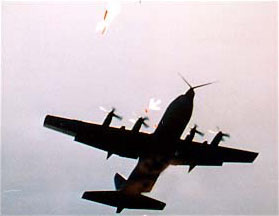
Lockheed HC-130 с системой Фултона

Перспектива изучения заброшенной станции вызвала интерес ЦРУ и Управления НИР ВМC США (ONR). Годом ранее ONR создало сеть акустического наблюдения за советскими подводными лодками, расположенную на дрейфующих станциях в Ледовитом океане, поэтому американская разведка предположила, что СССР имеет аналогичную сеть на своих полярных станциях, однако доказательств этому не было. Заброшенная станция давала хороший шанс для сбора информации. Сложность заключалась в труднодоступности СП-9: паковые льды исключали использование ледокола, а для вертолёта дистанция была слишком велика.
Капитан Дж. Кэдуо́лейдер (Cadwalader) предложил использовать изобретение Роберта Фултона — подвесную систему, позволявшую подбирать агента с поверхности земли прямо в летящий самолёт (система получила неформальное название «небесный крюк» (на илл.)).
Операция была запланирована на сентябрь, в период естественной освещённости. В это время станция СП-9 должна была находиться на расстоянии 600 миль (970 км) от авиабазы ВВС США в Туле (Гренландия), откуда и планировалось начать операцию.
Для выполнения задания были отобраны два эксперта: майор ВВС США Джеймс Смит — опытный парашютист со знанием русского языка, имевший опыт работы на дрейфующих станциях, и лейтенант запаса ВМС США Леонард Ле-Шэк (LeSchack) — геофизик, незадолго до того принимавший участие в разработке системы слежения за подлодками. Лето ушло на освоение участниками операции системы «воздушный крюк» и отработку подъёма на ходу в самолёт Lockheed P-2 Neptune.

## Неудачные попытки
В 1961 году операция не состоялась, поскольку официальное разрешение от командования ВМФ пришло слишком поздно и станция СП-9 была отнесена течением далеко от берегов Гренландии. Однако в марте 1962 года пришло известие о том, что ещё одна советская полярная станция (СП-8) тоже оказалась заброшенной. Эта станция находилась в точке с координатами 83° с. ш. 135° з. д. на расстоянии в 600 миль (970 км) от авиабазы канадских ВВС в Resolute Bay. По имевшимся разведданным, оборудование на этой станции было более современным по сравнению с СП-9, поэтому целью операции была назначена СП-8.
Первая попытка найти станцию была предпринята в середине апреля 1962. На основании данных наблюдений месячной давности и прогноза дрейфа льдов был начат поиск с помощью самолёта C-130. Однако двухдневные поиски не дали результатов и были прекращены. СП-8 была обнаружена только 4 мая далеко к востоку от предсказанного положения; произошло это во время ежемесячного воздушного обследования ледовых полей. К этому времени бюджет проекта ONR был исчерпан, однако благодаря связям Р. Фултона удалось получить техническую помощь ЦРУ: операции был придан бомбардировщик B-17 с экипажем, имевшим большой опыт в применении системы Skyhook (Б-17 N809Z, пилоты Конни Зайгрист (Seigrist) и Дуглас Прайс); ЦРУ также выделило для проекта самолёт поддержки C-46. Дополнительное финансирование в размере 30 тысяч долларов выделило Разведывательное управление Министерства обороны США.

## Операция

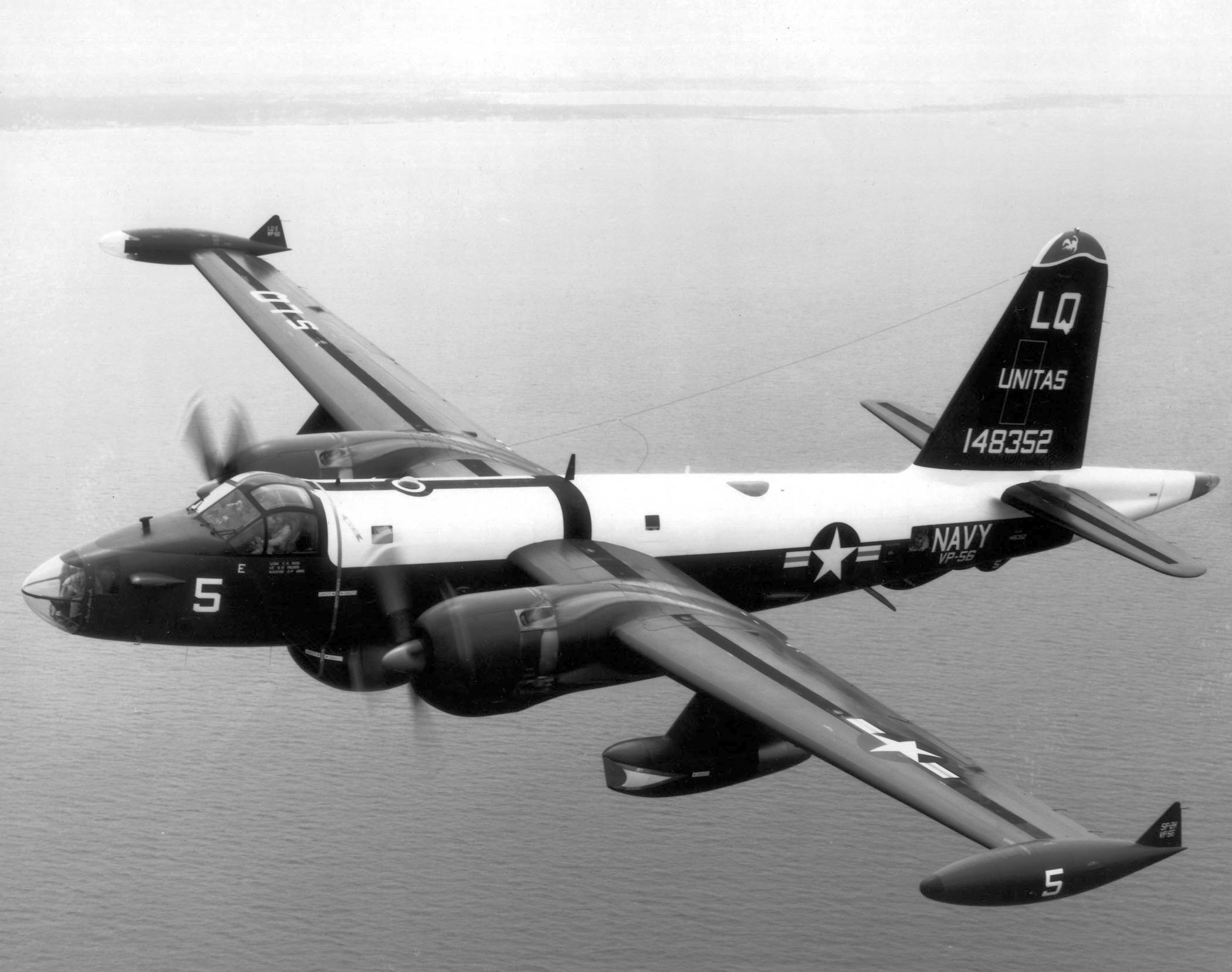
Самолет-разведчик Neptune, аналогичный использованному в операции

26 мая B-17 и C-46 прибыли на мыс Барроу (Аляска). На следующий день начались поиски СП-8. День стоял сумрачный, и после 13 часов поисков B-17 вернулся на базу ни с чем. Станция была обнаружена только 28 мая совместными усилиями экипажей B-17 и PV-2 из патрульной эскадрильи, располагавшейся на о. Кадьяк. Выбрав место вблизи станции, Смит и Ле-Шэк выпрыгнули с парашютами. Сбросив запас продовольствия и получив ответ от экспертов по УКВ-связи, B-17 вернулся на базу.
По плану операции на изучение станции отводилось 72 часа. За это время механики на базе в
Point Barrow установили на B-17 улавливающее устройство Skyhook. 30 мая прошли испытания системы. На следующий день началась операция по эвакуации Смита и Ле-Шэка. Вскоре после вылета выяснилось, что ледовые поля в районе станции покрыты густым туманом. Найти станцию не удалось, и B-17 вернулся в Point Barrow. В тот же день был предпринят ещё один вылет, но вновь безуспешно. Было решено привлечь к поискам самолёт морской разведки Neptune (на илл.). На следующее утро (2 июня) Neptune вылетел из Point Barrow на 2,5 часа раньше B-17. С помощью своего мощного навигационного оборудования разведчик быстро обнаружил станцию и затем с помощью УКВ-маяка навёл на место B-17.
По прибытии B-17 на место выяснилось, что погода была на пределе возможностей системы Skyhook: скорость ветра превышала 50 км/час (7 баллов по шкале Бофорта — «крепкий ветер»); серый лёд сливался с небом, затрудняя определение линии горизонта. Смит и Ле-Шэк наполнили аэростат гелием и прикрепили к тросу груз: 150 фунтов (68 кг) документов, образцов оборудования и заснятой фото- и киноплёнки, изо всех сил удерживая его под порывами ветра.
Когда B-17 сделал заход для подъёма груза, линия горизонта сделалась неразличимой. Однако соединительный трос с ярко-оранжевыми майларовыми маркерами позволили пилотам сориентироваться в пространстве. B-17 уверенно захватил трос, после чего пилоты немедленно перешли на полёт по приборам. Груз был поднят на борт без проблем.
После подъёма груза место первого пилота занял Прайс — бывший пилот морской авиации. По плану операции, ему предстояло поднять на борт первого из людей. Первым шёл Ле-Шэк. Когда он прикрепился к тросу аэростата, ветер усилился и Смит напрягал все силы, чтобы удержать Ле-Шэка на месте. По мере подъёма аэростата делать это становилось всё труднее, и, наконец, сильный порыв ветра повалил Ле-Шэка и протащил по льду почти 100 метров, прежде чем лейтенанту удалось зацепиться за ледяной торос. Как раз в этот момент Прайс поймал трос системы в улавливатель, и Ле-Шэк был успешно поднят на борт Б-17.
Смита поднимал Зайгрист. Смит, видя ситуацию с ветром, зацепился за советский трактор, используя его как якорь. В результате, несмотря на сильный ветер, захват троса и подъём прошли удачно. На борту B-17 экспертов ждали поздравления и порция «лечебного виски» (на илл.).

## Результат
Предположение, что эвакуация персонала носила срочный характер и часть аппаратуры оставлена на станции, подтвердилось. Операция дала разведке США ценные сведения о советской активности в Арктике. В том числе, были получены доказательства работ СССР в области акустического обнаружения американских подлодок подо льдами в Арктике, а также разработки мер противолодочной борьбы.